# RRR (фільм)
«RRR» (тел. రౌద్రం రణం రుధిరం) — індійська історично-фантастична драма 2022 року індійського режисера Ш. Ш. Раджамулі. У центрі подій вигаданої історії в 1920 році два реальних борця за незалежність Індії проти Великої Британії Аллурі Сіта Рама Раджу і Комаран Бхім.
За бюджетом — 550 крор (US$72 мільйонів) «RRR» на 2022 рік є найдорожчим індійським фільмом.

## Сюжет
1920 року, під час панування Британської імперії, місцевий тиран Скотт Бакстон і його дружина Кетрін прогулюються лісом з ескортом в окрузі Аділабад, де викрадають у батьків дівчинку Маллі, у якої є талант до мехенді. Розлючений цим, місцевий ватажок Комаран Бхім вирушає в Делі, щоб помститися і врятувати Маллі. Нізам Гайдарабаду попереджує Бакстона про небезпеку. Кетрін доручає амбіційному офіцеру імперської поліції Аллурі Сіта Рама Раджу виявити заколотника. Невдовзі Аллурі Сіта Рама Раджу і Комаран Бхім знайомляться один з одним, не підозрюючи ким є насправді кожен з них, при врятуванні маленького хлопчика під час аварії поїзду. З часом вони стають друзями.
Раджу затримує і допитує Лачху, помічника Бхіма, якому вдається кинути на офіцера змію, протиотруту від яду якої знають лише люди з Аділабаду. Ошелешений Раджу приходить до Бхіма, і той рятує його. Раджу здогадується про справжні наміри Бхіма. Під час свята люди Бхіма прориваються у резиденцію правителя на вантажівці з дикими тваринами, які нападають на охоронців, що дозволяє Бхіму кинутися на порятунок Маллі, але поява Раджу і його повідомлення Бхіму, що Скотт Бакстон готовий вбити Маллі, змушує Бхіма здатися.
Після інцидента Раджу відчуває докори сумління за свої дії, згадуючи своє походження і теперішній стан. Під час привселюдного покарання Бхім відмовляється стати на коліна і співає, збуривши натовп до бунту. Раджу, вирішивши врятувати Бхіма, переконує Бакстона стратити Бхіма у безлюдному місці, а сам готує засідку. Рятуючи Маллі, Раджу зазнає поранення. Бхім помилково сприймає цілі Раджу, б'є його палицею і втікає з Маллі.
Наречена Раджу Сіта рятує Бхіма і Маллі від поліції і, не знаючи хто перед нею, розповідає про антиколоніальну місію Раджу, якого мають стратити. Бхім клянеться врятувати Раджу і звільняє його з полону.

## У ролях
| Актор                   | Роль                                  |
| ----------------------- | ------------------------------------- |
| Н. Т. Рама Рао молодший | Комаран Бхім                          |
| Рам Чаран Тедж          | Аллурі Сіта Рама Раджу                |
| Аджай Девган            | Венката Рама Раджу, батько Рами Раджу |
| Алія Бхатт              | Сіта                                  |
| Шрія Саран              | Сароджина, мати Рами Раджу            |
| Самудракхані            | Венкатешварулу                        |
| Рей Стівенсон           | Скотт Бакстон                         |
| Елісон Дуді             | Кетрін                                |
| Олівія Морріс           | Дженні                                |